# Глизе 686
Глизе 686 (GJ 686) — одиночная звезда в созвездии Геркулеса на расстоянии приблизительно 27 световых лет (около 8,16 парсек) от Солнца. Видимая звёздная величина звезды — +9,737m.
Вокруг звезды обращается, как минимум, одна планета.

## Характеристики
Глизе 686 — красный карлик спектрального класса M1, или M1,5Ve. Масса — около 0,45 солнечной, радиус — около 0,442 солнечного. Эффективная температура — около 3631 K.

## Планетная система
В 2019 году группой астрономов проекта HARPS было объявлено об открытии планеты GJ 686 b.
В 2019 году учёными, анализирующими данные проектов HIPPARCOS и Gaia, у звезды обнаружена планета HIP 86287 c.